# Сиресєво (Нижньогородська область)
Сиресєво (рос. Сыресево) — село в Дивеєвському районі Нижньогородської області Російської Федерації.
Населення становить 19 осіб. Входить до складу муніципального утворення Івановська сільрада.

## Історія
Від 2009 року входить до складу муніципального утворення Івановська сільрада.

## Населення
| 2002 | 2010 |
| ---- | ---- |
| 31   | ↘19  |